# New York Jets 2011
La stagione 2011 dei New York Jets è stata la 41ª della franchigia nella National Football League, la 51ª complessiva. Nella terza stagione di Rex Ryan come capo-allenatore, la squadra scese da un record di 11-5 a 8-8, mancando l'accesso ai playoff per la prima volta dal 2008.

## Scelte nel Draft 2011

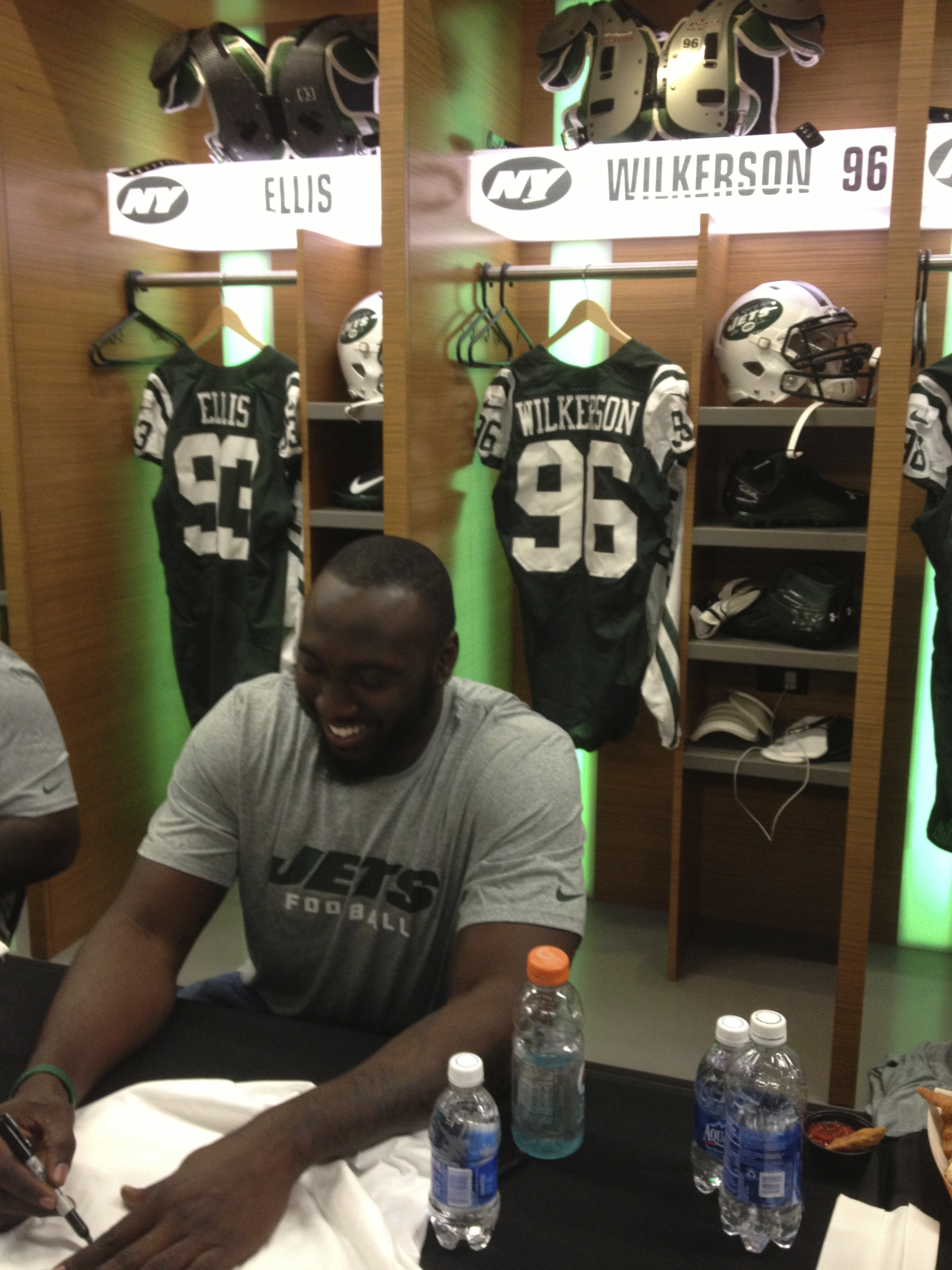
Muhammad Wilkerson fu la scelta del primo giro dei Jets nel draft 2011

| Scelte dei Jets nel Draft 2011 | Scelte dei Jets nel Draft 2011 | Scelte dei Jets nel Draft 2011 | Scelte dei Jets nel Draft 2011 | Scelte dei Jets nel Draft 2011 |
| Ordine                         | Ordine                         | Giocatore                      | Ruolo                          | College                        |
| Giro                           | Scelta                         | Giocatore                      | Ruolo                          | College                        |
| ------------------------------ | ------------------------------ | ------------------------------ | ------------------------------ | ------------------------------ |
| 1                              | 30                             | Muhammad Wilkerson             | DL                             | Temple                         |
| 3                              | 94                             | Kenrick Ellis                  | DT                             | Hampton                        |
| 4                              | 126                            | Bilal Powell                   | RB                             | Louisville                     |
| 5                              | 153                            | Jeremy Kerley                  | WR                             | TCU                            |
| 7                              | 208                            | Greg McElroy                   | QB                             | Alabama                        |
| 7                              | 227                            | Scotty McKnight                | WR                             | Colorado                       |

## Roster
| Roster dei New York Jets nel 2011 |
| --- |
| Quarterback - 8 Mark Brunell - 7 Kevin O'Connell - 6 Mark Sanchez Running Back - 38 John Conner FB - 23 Shonn Greene - 25 Joe McKnight KR - 29 Bilal Powell - 21 LaDainian Tomlinson Wide Receiver - 17 Plaxico Burress - 10 Santonio Holmes - 11 Jeremy Kerley PR - 88 Patrick Turner Tight End - 45 Josh Baker FB - 81 Dustin Keller - 82 Matthew Mulligan Offensive Linemen - 62 Vladimir Ducasse T - 60 D'Brickashaw Ferguson T - 77 Austin Howard T - 78 Wayne Hunter T - 74 Nick Mangold C - 65 Brandon Moore G - 72 Caleb Schlauderaff G - 68 Matt Slauson G Defensive Linemen - 70 Mike DeVito DE - 94 Marcus Dixon DE - 93 Kenrick Ellis NT - 79 Ropati Pitoitua DE - 91 Sione Pouha NT - 95 Martin Tevaseu NT - 96 Muhammad Wilkerson DE Linebacker - 54 Nick Bellore ILB - 52 David Harris ILB - 50 Garrett McIntyre OLB/DE - 53 Josh Mauga ILB - 51 Aaron Maybin OLB/DE - 97 Calvin Pace OLB/DE - 92 Ricky Sapp OLB/DE - 57 Bart Scott ILB - 55 Jamaal Westerman OLB/DE Defensive Back - 42 Gerald Alexander SS - 34 Marquice Cole CB - 31 Antonio Cromartie CB - 26 Ellis Lankster CB - 22 Brodney Pool FS - 24 Darrelle Revis CB - 33 Eric Smith FS - 30 Donald Strickland CB - 35 Isaiah Trufant CB - 20 Kyle Wilson CB - 37 Tracy Wilson SS Special Team - 4 T.J. Conley P - 2 Nick Folk K - 46 Tanner Purdum LS Lista delle riserve - 64 Taylor Boggs G (IR) - 86 Jeff Cumberland TE (IR) - 36 Jim Leonhard SS (IR) - 14 Greg McElroy QB (IR) - 18 Logan Payne WR (IR) - 58 Bryan Thomas OLB/DE (IR) - 75 Robert Turner C/G (IR) Squadra di allenamento - 84 Michael Campbell WR - 83 Dedrick Epps TE - 89 Dexter Jackson WR - 66 Matt Kroul G - 76 Dennis Landolt G - 43 Mark LeGree FS - 15 Scotty McKnight WR (Practice squad/Injured) - 32 Julian Posey CB - 19 Eron Riley WR - 85 Jamarko Simmons TE (Practice squad/Injured) |
| Legenda - I rookie sono in corsivo. - Il primo ruolo è il principale mentre gli eventuali successivi indicano i ruoli secondari. - (IR) sta per Injured Reserve ed indica la lista ristretta per un solo giocatore infortunato che può tornare ad allenarsi dopo la settimana 6 e a rientrare in prima squadra dopo che questa ha giocato 8 partite. - (NF-Inj.) / (NF-Ill.) stanno rispettivamente per Non-Football Injured e Non-Football Illness ed indicano le liste dove viene inserito un giocatore che ha un infortunio o una malattia non dipendente dal football americano. - (PUP) sta per Physically Unable to Perform ed indica la lista dove viene inserito un giocatore mentre è in attesa di recuperare la condizione fisica. Nella stagione regolare dopo la sesta partita giocata dalla propria squadra, il giocatore ha tempo tre settimane per riprendere ad allenarsi, più tre settimane aggiuntive dal suo rientro agli allenamenti per rientrare in prima squadra. |

## Calendario

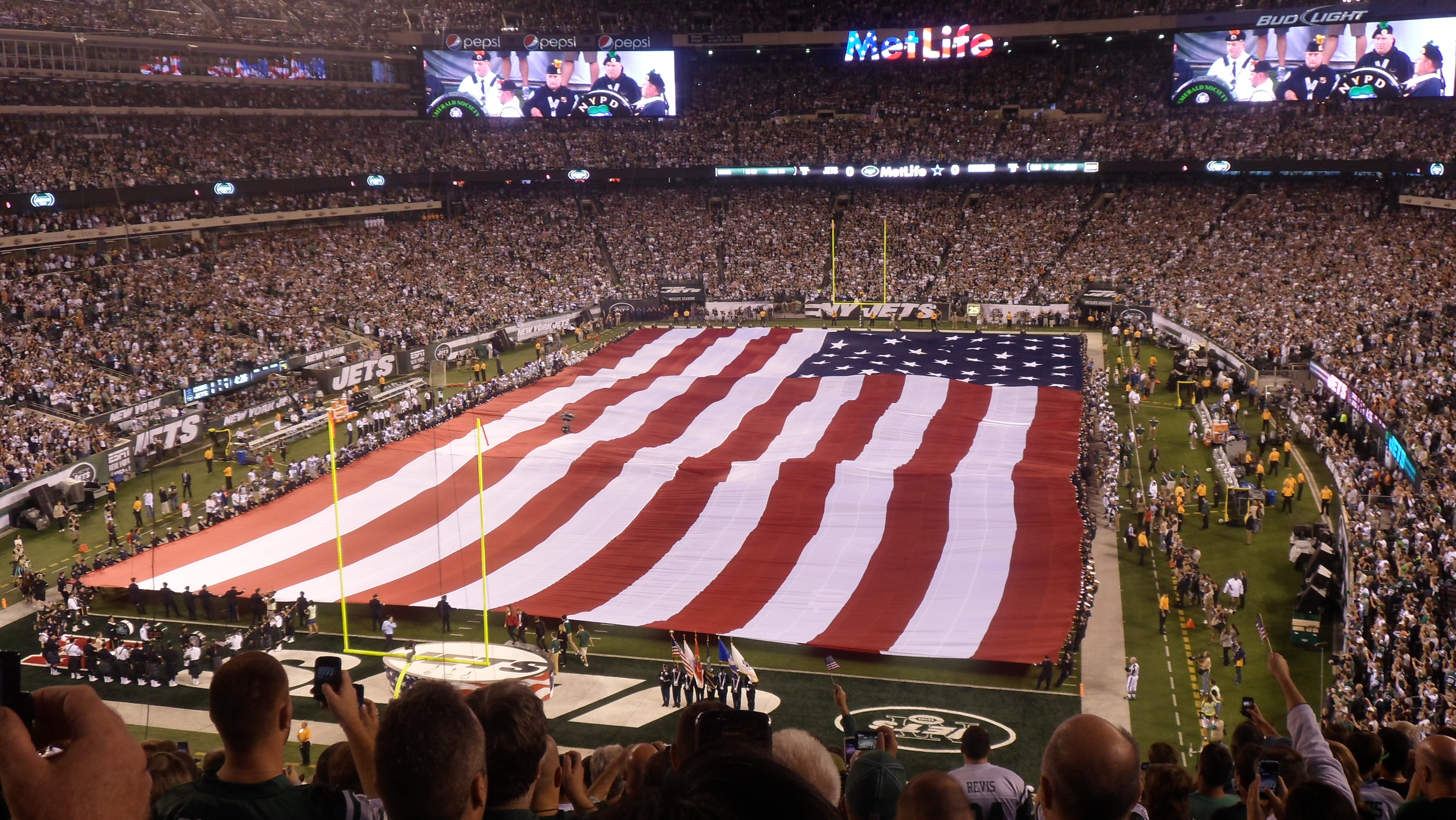
Il tributo per le vittime degli attentati dell'11 settembre nel decimo anniversario dell'evento prima del debutto stagionale contro Dallas al MetLife Stadium

| Calendario | Calendario              | Calendario         | Calendario         | Calendario                          |
| Turno      | Avversario              | Risultato          | Record             | Stadio                              |
| ---------- | ----------------------- | ------------------ | ------------------ | ----------------------------------- |
| 1          | Dallas Cowboys          | V 27–24            | 1–0                | MetLife Stadium                     |
| 2          | Jacksonville Jaguars    | V 32–3             | 2–0                | MetLife Stadium                     |
| 3          | at Oakland Raiders      | S 24–34            | 2–1                | O.co Coliseum                       |
| 4          | at Baltimore Ravens     | S 17–34            | 2–2                | M&T Bank Stadium                    |
| 5          | at New England Patriots | S 21–30            | 2–3                | Gillette Stadium                    |
| 6          | Miami Dolphins          | V 24–6             | 3–3                | MetLife Stadium                     |
| 7          | San Diego Chargers      | V 27–21            | 4–3                | MetLife Stadium                     |
| 8          | Settimana di pausa      | Settimana di pausa | Settimana di pausa | Settimana di pausa                  |
| 9          | at Buffalo Bills        | V 27–11            | 5–3                | Ralph Wilson Stadium                |
| 10         | New England Patriots    | S 16–37            | 5–4                | MetLife Stadium                     |
| 11         | at Denver Broncos       | S 13–17            | 5–5                | Sports Authority Field at Mile High |
| 12         | Buffalo Bills           | V 28–24            | 6–5                | MetLife Stadium                     |
| 13         | at Washington Redskins  | V 34–19            | 7–5                | FedExField                          |
| 14         | Kansas City Chiefs      | V 37–10            | 8–5                | MetLife Stadium                     |
| 15         | at Philadelphia Eagles  | S 19–45            | 8–6                | Lincoln Financial Field             |
| 16         | New York Giants         | S 14–29            | 8–7                | MetLife Stadium                     |
| 17         | at Miami Dolphins       | S 17–19            | 8–8                | Sun Life Stadium                    |

## Classifiche
| AFC East                 | AFC East | AFC East | AFC East | AFC East | AFC East | AFC East | AFC East | AFC East | AFC East |
|                          | V        | L        | T        | %        | DIV      | CONF     | PF       | PS       | STR      |
| ------------------------ | -------- | -------- | -------- | -------- | -------- | -------- | -------- | -------- | -------- |
| (1) New England Patriots | 13       | 3        | 0        | .813     | 5–1      | 10–2     | 513      | 342      | V8       |
| New York Jets            | 8        | 8        | 0        | .500     | 3–3      | 6–6      | 394      | 382      | S3       |
| Miami Dolphins           | 6        | 10       | 0        | .375     | 3–3      | 5–7      | 348      | 330      | V1       |
| Buffalo Bills            | 6        | 10       | 0        | .375     | 1–5      | 4–8      | 372      | 434      | S1       |